# Svante Sjöberg
Svante Leonard Sjöberg, född den 28 augusti 1873 i Karlskrona, död där den 18 januari 1935, var en svensk dirigent, organist och tonsättare.
Sjöberg studerade vid Kungliga Musikkonservatoriet 1893–1897. Efter följde studier i Berlin som statens tonsättarstipendiat 1900-1902 för bl.a. Max Bruch i komposition och Robert Hausmann i dirigering. Han var musiklärare i Karlskrona 1898–1935 och organist i stadsförsamlingen från 1902, samt dirigent för musikföreningen 1902–1934. Han grundade Karlskrona orkesterförening 1913 och var dess dirigent till sin död.
Sjöberg invaldes den 29 mars 1930 som ledamot nr 598 av Kungliga Musikaliska Akademien och tilldelades Litteris et Artibus 1918. Han var ordförande i Östra och Medelsta häraders organist-, kantors- och folkskollärareförening 1922-1935 och från 1926 ordförande i Sveriges allmänna organist- och kantorsförening. Han var även god vän med kollegan Otto Olsson i Stockholm.
Sjöbergs föräldrar var guldsmedsgesällen Johan Waldemar Sjöberg (född 1847) och Carolina Håkansdotter (1839–1908) och han var deras första barn. Svante Sjöberg gifte sig den 9 november 1904 med Ruth Thorell (1882–1950) och de fick tillsammans fyra barn.

## Verk i urval
Orkesterverk
- Konsertuvertyr d-moll, op. 3 (1899)
- Gustaf Vasa, uvertyr, op. 5 (1901)

Kammarmusik
- Sonat a-moll för violin och piano, op. 2 [i autografen betecknad som op. 1] (1898) Utgiven Stockholm: Musikaliska konstföreningen (1899)

Pianomusik
- Tankar (1903)

Sånger
- Ett afsked (1894)
- En sorglig visa (1896)
- Allvar (1897)
- Nun ist der Sommer gegangen, op. 4:1 för sångsolist och orkester (1901)
- Tvenne sånger för en röst och piano. Utgiven Stockholm: Abr. Lundqvist (1896)

Körmusik
- Två motetter, blandad kör a cappella (1896)
- En visa (för mansröster) (1897)
- Davids 23:e psalm, op. 7 för baryton, blandad kör och orkester (1905)
- Kantat till Odd Fellow-logens nr 26 Blekinge 10-årsjubileum (1912)
- Kantat till Odd Fellow-logens i Malmö 25-årsjubileum för tenor, baryton, manskör, piano och orgel (1913)
- På Doms-söndagen "Stöten i basun", blandad kör a cappella (1913)
- Kantat vid kyrkoinvigning [till återinvigningen av Fredrikskyrkan, Karlskrona] för sopran, baryton, blandad kör, gosskör och orgel (1915)
- Kantat till Odd Fellow-logens nr 26 Blekinge 25-årsjubileum för tenor, bas, manskör, piano och orgel (1927)